# Poverty Bay Rugby
Poverty Bay es una selección provincial de Nueva Zelanda que representa a la Poverty Bay Rugby Football Union de la ciudad de Gisborne en competencias domésticas de rugby.
Desde el año 2006 participa en el Heartland Championship.
En el Super Rugby es representado por el equipo de Hurricanes.

## Historia
Desde el año 1976 hasta el 2005 participó en el National Provincial Championship la principal competencia entre clubes provinciales de Nueva Zelanda, en la que logró dos campeonatos de tercera división.
Desde el año 2006 ingresa al Heartland Championship, en la que ha logrado cuatro Lochore Cup.
Ha enfrentado en una ocasión a los British and Irish Lions perdiendo 26 a 0 en 1908, ha logrado victoria sobre los seleccionados de Japón y Samoa.

## Palmarés

### Tercera División (3)
- Tercera División del NPC (3): 1987, 1994, 2004

### Heartland Championship
- Lochore Cup (4): 2006, 2007, 2008, 2011

## All Blacks
- Ian Kirkpatrick
- Richard White
- John Collins
- Brian Fitzpatrick
- Lawrie Knight
- Mike Parkinson.